# نوروود (ویسکانسین)
نوروود (به انگلیسی: Norwood) یک شهرک در ایالات متحده آمریکا است که در شهرستان لانگلاد، ویسکانسین واقع شده‌است. نوروود ۹۳٫۶ کیلومتر مربع مساحت و ۹۱۸ نفر جمعیت دارد و ۴۲۴ متر بالاتر از سطح دریا واقع شده‌است.